# Battle Creek (serie de televisión)
Battle Creek es una serie de televisión estadounidense de comedia dramática emitida por primera vez por CBS el 1 de marzo de 2015, como un programa semanal transmitido cada domingo. Fue protagonizada por Josh Duhamel y Dean Winters, la serie sigue la historia de la sociedad de un detective de policía y un agente del FBI en Battle Creek, Míchigan. CBS anunció el 8 de mayo de 2015, después de emitirse solo 9 episodios, que Battle Creek finalizaría con 13 episodios.

## Reparto

### Principal
- Josh Duhamel como el agente especial Milton 'Milt' Chamberlain.[1]
- Dean Winters como el detective Russell 'Russ' Agnew.[1]
- Aubrey Dollar como Holly Dale.
- Edward "Grapevine" Fordham Jr. como el detective Aaron 'Funk' Funkhauser.
- Kal Penn como el detective Fontanelle 'Font' White.
- Janet McTeer como la capitana Kim 'Guz' Guziewicz.

### Recurrente
- Liza Lapira como el detective Erin 'E' Jacocks.
- Damon Herriman como el detective Niblet.[2]
- Meredith Eaton como el médico forense Meredith Oberling.

### Invitados
- Patton Oswalt como el alcalde de Battle Creek, Scooter Hardy (en "Cereal Killer").[3]
- Peter Jacobson como Darrel Hardy, el hermano menor del alcalde (in "Cereal Killer").
- Candice Bergen como Constance Agnew, madre de Russ y convicta (en "Mama's Boy").
- Dan Bakkedahl como Barclay Spades (en "Gingerbread Man").
- Robert Sean Leonard como Brock (en "Sympathy for the Devil").
- Joey Haro como Roger (en "Sympathy for the Devil").

## Producción
En septiembre de 2013, Sony Pictures Television anunció que llegó a un acuerdo con CBS para producir una nueva serie de televisión creada por Vince Gilligan y titulada Battle Creek, basada en un guion escrito por Gilligan diez años antes. A pesar del nombre, la grabación de la serie no se hizo en Battle Creek. Sin embargo, la mayoría de las escenas en los créditos de apertura fueron filmadas en Battle Creek. Los principales actores visitaron Battle Creek, Míchigan, en el verano de 2014 para tener una idea de la ubicación, la gente y especialmente el departamento de policía.
CBS ordenó trece episodios, todos los cuales garantizó su emisión. Se estrenó por medio de CBS el 1 de marzo de 2015. El 8 de mayo de 2015, el canal anunció que  Battle Creek  no se renovaría para una segunda temporada. La serie finalizó el 24 de mayo de 2015.

## Episodios
| N.º | Título                   | Dirigido por        | Escrito por                            | Fecha de emisión original | Audiencia (millones) |
| --- | ------------------------ | ------------------- | -------------------------------------- | ------------------------- | -------------------- |
| 1 | «The Battle Creek Way»   | Bryan Singer        | David Shore y Vince Gilligan           | 1 de marzo de 2015        | 7,92                 |
| El detective Russ Agnew lamenta la falta de fondos y equipos averiados de su departamento de policía, pero parece que la ayuda está en camino. El agente especial del FBI, Milt Chamberlain, vendrá a la ciudad para abrir una agencia residente, ya que parece que su antigua oficina de campo en Detroit no podía esperar para deshacerse de él. Chamberlain llega justo a tiempo para resolver uno de los delitos más graves que ocurridos en Battle Creek: un doble homicidio que podría estar relacionado con el comercio local de metanfetamina. |                          |                     |                                        |                           |                      |
| 2 | «Syruptitious»           | Andrew Bernstein    | Russel Friend y Garrett Lerner         | 8 de marzo de 2015        | 6,93                 |
| Russ investiga el asesinato de un fabricante local de jarabe de arce, y se sorprende al enterarse de que puede tener algo que ver con ser «musculoso» por un fabricante de jarabes más grande. Pero Russ se enorgullece y entrevista a un sospechoso sin la presencia de su abogado, lo que provoca que el Comandante Guziewicz lo ponga en suspensión. Milt encuentra una manera de mantener a Russ involucrado en el caso contratándolo como asesor del FBI. Mientras los dos investigan el ángulo del jarabe, Holly ve señales de que el cónyuge de la víctima probablemente fue maltratado, revelando otro posible motivo. Por otro lado, el detective White recibe una olla falsa de un distribuidor local de marihuana medicinal. Para acusar al comerciante de fraude, White tiene que revelar a regañadientes a Guziewicz que usa marihuana para tratar su migraña. |                          |                     |                                        |                           |                      |
| 3 | «Man’s Best Friend»      | Oz Scott            | Thomas L. Moran                        | 15 de marzo de 2015       | 6,79                 |
| Después de que Milt, Russ y Fontanelle hicieran una presentación en una escuela primaria, el perro detector de drogas de Fontanelle encuentra un kilo de heroína en la mochila de un estudiante. Los detectives primero investigan a un oficial de policía de Battle Creek que es el tío de la niña, pero él dice que nunca le haría eso a su sobrina y no encuentran evidencia de tráfico de drogas en la casa del oficial. La investigación se dirige a un grupo dominicano que trafica con heroína, luego de que Fontanelle se da cuenta de que huyen de la policía y lanzan un paquete de heroína a un techo. Sabiendo que esto podría poner a la joven en peligro, Milt y Russ intentan que ella les cuente cómo obtuvo la heroína, pero ella se niega a hablar. Holly tiene un presentimiento de que la heroína fue robada de una sala de pruebas y reemplazada por un paquete de bicarbonato de sodio, y Guziewicz entrevista al tío de la niña nuevamente, suponiendo correctamente que tiene un problema con el juego. Mientras tanto, el detective Jacocks ayuda a Russ a llegar a la raíz de por qué Milt fue reasignado de Detroit a Battle Creek. |                          |                     |                                        |                           |                      |
| 4 | «Heirlooms»              | Dan Sackheim        | David Shore                            | 22 de marzo de 2015       | 6,05                 |
| Russ y Milt investigan la muerte de una mujer que había sido una drogadicta y prostituta, pero quien se ha rehabilitado en un intento de reconectarse con su hijo. El chico había sido criado por la mediahermana de la mujer, quien se vuelve una sospechosa cuando el equipo se entera de que ella ha estado tratando de evitar que vea a su madre biológica. Otro sospechoso surge, un viejo misterioso llamado «John» al cual el chico reconoce de una fotografía en la pared de un centro donde hay reuniones para adictos en recuperación. Russ y Milt visitan el hogar del hombre, sólo para descubrir por sus dos hijos que él falleció hace poco. Resultó que el hombre no era un John, sino un hombre de negocios rico y exitoso que es el verdadero padre de la mujer fallecida. El equipo vuelve a visitar a los hijos legítimos del hombre, esta vez para arrestarlos como sospechosos de asesinato que intentaban evitar que una parte de la fortuna de su padre le fuera otorgada al tercer hijo recién descubierto. Mientras tanto, Russ le ofrece información personal a Milt, específicamente, que él está enamorado de Holly, con la esperanza de que Milt haga lo mismo con su vida personal. |                          |                     |                                        |                           |                      |
| 5 | «Old Flames»             | Richard J. Lewis    | Esta Spalding                          | 29 de marzo de 2015       | 6,02                 |
| Durante una despedida de soltero, los detectives reciben una llamada de que la casa del comandante Guziewicz se ha incendiado. Russ encuentra el vidrio de una ventana en el interior de la casa, lo que sugiere que alguien irrumpió y prendió el fuego deliberadamente. Mientras Russ, Milt y los otros detectives investigan, se sorprenden al descubrir que su jefa ha tenido 17 novios en los últimos años y que ella tiene un patrón de salir con un chico por un tiempo y luego terminar la relación sin ninguna explicación. Esto revela a varios sospechosos, incluido un vecino que hizo el llamado al 911 para el incendio. Fontanelle también encuentra que la última aventura de Guziewicz fue con un contratista que recientemente trabajó en al menos otras dos casas quemadas. Luego consideran a un sospechoso de quien Guziewicz se apartó hace 12 años que acaba de salir de prisión. Por último, descubren que el hijo alejado de Guziewicz, de quien se pensaba que se encontraba en un centro de rehabilitación en Florida, en realidad está de regreso en la ciudad y se está quedando en un centro de rehabilitación de Battle Creek. En última instancia, se descubre que la causa del incendio de la casa del Comandante es un gesto romántico fallido, atribuido al vecino que hizo la llamada al 911. Mientras tanto, Holly recibe un ramo de flores de una fuente anónima, y Russ teme que haya llamado para enviarlas mientras estaba borracho en la despedida de soltero. |                          |                     |                                        |                           |                      |
| 6 | «Cereal Killer»          | Craig Zisk          | Lindsay Jewett Sturman                 | 5 de abril de 2015        | 5,58                 |
| Mientras pronuncia un discurso para dar inicio a la celebración anual del «Día del desayuno» de la ciudad, el alcalde Scooter Hardy recibe varios disparos, pero la primera bala golpea a un joven con un traje de mascota puma que acababa de caminar frente al alcalde. Se descubrió que el arma se disparó de forma remota a través de un teléfono celular. Russ dice que esto hace que la lista de sospechosos sea tan amplia, que necesitan usar el anticuado trabajo de detectives de entrevistar a personas, pero Milt puede usar la tecnología para triangular la llamada dentro de un área de 2,000 pies cuadrados que, afortunadamente, también está cubierta por cámaras de video. Hardy es secuestrado de su cama en el hospital cuando surge un sospechoso, un conocido narcotraficante. Los detectives encuentran a Hardy fumando crack en un apartamento, aparentemente habiendo preparado su propio secuestro. El equipo luego piensa que la mascota era el objetivo real, cuando una de las personas en el video se revela como un compañero de clase celoso que siente que se ha ganado el trabajo de mascota. Esto parece ser validado cuando el joven del traje de la mascota recibe un disparo al salir del hospital. La investigación parece ser un callejón sin salida, cuando Russ tiene una idea: es posible que la llamada al teléfono celular que activó el arma no haya pasado de inmediato. Puso a Milt una copia de seguridad de las imágenes de vigilancia del área de 2,000 pies cuadrados en 15 segundos, y ven que el hermano / jefe de personal del alcalde Hardy, Darrel (Peter Jacobson) está usando un teléfono celular. Además, Fontanelle se da cuenta de que olvidó dejar el cheque de depósito de Funkhauser para el lugar de celebración de bodas preferido de su prometida hace meses, y se apresura a arreglar las cosas sin que Funkhauser lo sepa. |                          |                     |                                        |                           |                      |
| 7 | «Mama's Boy»             | Dan Attias          | Marqui Jackson                         | 12 de abril de 2015       | 6,48                 |
| El BCPD investiga un aparente asesinato cuando se encuentra un pie amputado lavado en Goguac Lake. Russ reconoce que el zapato en el pie es una imitación de Nike, afirmando que esos eran los únicos zapatos que su madre, estafadora y falsificadora, le dio a usar cuando estaba creciendo. Para investigar el conflicto, Milt convence a un renuente Russ de que deben dejar a su madre, Constance (Candice Bergen), salir de la cárcel. El equipo sigue las pistas que incluyen al antiguo amante / conexión de Constance, Henry, así como al gerente de una tienda de teléfonos celulares que pudo haber estado en una estafa de la que Constance era parte. Mientras, Niblet mira imágenes de video de una interrupción de hace meses en una instalación de almacenamiento e identifica a una persona como el hombre fallecido. Constance lo reconoce como Arnold Mathis, su cómplice en el teléfono celular. Constance le dice a Russ y al equipo que la estafa le costó a la tienda celular un millón de dólares, pero el padre de Mathis, un estafador convertido en sacerdote, dice que eran dos millones. Esto lleva a Russ a creer que su madre está mintiendo y ha escondido el otro millón de dólares en alguna parte, y que ella también puede ser la asesina. Si bien el rastro finalmente lleva a que Henry sea el asesino, Russ ve que Constance, de hecho, tenía el millón de dólares escondido. Antes de volver a la cárcel, Constance deja que Holly entre en un truco que jugó con un reportero para probar hasta dónde podría llegar para defender a Russ. Ella dice que Holly pasó la prueba, y Holly luego proclama que ella y Russ no están juntos, a lo que Constance dice: «tú deberías ser». Constance también le dice a Russ que tenga cuidado con Milt y le dice: "No confío en él".                                                                              |                          |                     |                                        |                           |                      |
| 8 | «Old Wounds»             | Randy Zisk          | Russel Friend y Garrett Lerner         | 26 de abril de 2015       | 6,14                 |
| El hijo adoptivo de Guzewicz le pide a Milt que averigüe si el hombre encarcelado por asesinar a sus padres biológicos es realmente inocente. |                          |                     |                                        |                           |                      |
| 9 | «Gingerbread Man»        | Eriq LaSalle        | Thomas L. Moran                        | 3 de mayo de 2015         | 6,18                 |
| Font está convencido de que un fugitivo buscado por el FBI se esconde en Battle Creek, aunque Milt esté seguro de que el criminal ha estado muerto durante meses. Russ lo intenta pero no puede decirle a Holly lo que siente por ella. |                          |                     |                                        |                           |                      |
| 10 | «Stockholm»              | Allison Liddi-Brown | David Shore                            | 10 de mayo de 2015        | 6,31                 |
| Cuando un convicto fugado toma a Russ como rehén, Milt y el departamento de policía de Battle Creek se apresuran para encontrarlo y rescatarlo. El secuestrador le da a Russ algunos consejos sobre su relación con Milt. |                          |                     |                                        |                           |                      |
| 11 | «The Hand-Off»           | Colin Bucksey       | Esta Spalding y Lindsay Jewett Sturman | 17 de mayo de 2015        | 5,10                 |
| Milt pone en riesgo su carrera cuando intenta ayudar a una mujer a descubrir quién le disparó a su esposo. Holly se pregunta por qué el chico que está saliendo con ella no iniciará el sexo, y Jacocks sugiere que Holly está emitiendo la sensación de que ella ama a alguien más. Holly besa a Russ por sorpresa, y los dos tienen relaciones sexuales en una sala de pruebas. |                          |                     |                                        |                           |                      |
| 12 | «Homecoming»             | James Roday         | Danny Weiss                            | 17 de mayo de 2015        | 5,30                 |
| Cuando el entrenador de una escuela secundaria local es asesinado, se revela información sobre la juventud de Russ; su relación con Holly llega a un cruce, ya que Holly revela que se irá de la ciudad pronto para asistir a la escuela de leyes. |                          |                     |                                        |                           |                      |
| 13 | «Sympathy for the Devil» | Andrew Bernstein    | Thomas L. Moran y David Shore          | 24 de mayo de 2015        | 4,71                 |
| La historia de fondo de Milt se revela cuando relata un caso de drogas de sus días como novato en el FBI, en el que usó un informante de 16 años. El informante y su compañero de clase de 16 años fueron asesinados, y es probable que el padre de uno de los chicos ahora esté detrás del secuestro de Milt y Russ en el maletero de un automóvil. Fontanelle investiga un poco mientras Guziewicz visita la oficina del FBI en Detroit, ambos intentan obtener información y determinar la ubicación del auto antes de que sea demasiado tarde. |                          |                     |                                        |                           |                      |